# Palmarin Facao
Palmarin Facao ist eine Gemeinde (commune) im Département Fatick der Region Fatick, gelegen im zentralen Westen Senegals. Sie besteht aus dem namensgebenden Hauptort (chef-lieu) sowie weiteren Dörfern (villages).

## Geographische Lage
Die Gemeinde Palmarin Facao liegt auf einer Landzunge zwischen der Petite-Côte und der Mündung des Saloum, dessen jahreszeitlich stark schwankende Wasserführung, verbunden mit einer weit landeinwärts reichenden Gezeitenströmung, einerseits an der Mündung abwechselnd Sandbänke ablagert und wieder fortschwemmt, und andererseits aus dem flachen Küstenhinterland am Unterlauf des Saloum ein weit in die Breite verzweigtes unwegsames amphibisches System von Marigots, Bolons, Inseln und Mangrovenwäldern geschaffen hat, das weit nach Norden ausgreift. Die Erreichbarkeit der Gemeinde ist so auf einen einzigen nach Norden gerichteten Landkorridor beschränkt. Die Départementspräfektur Fatick ist nur auf Umwegen erreichbar.
Der Hauptort Palmarin Facao liegt, wie alle Dörfer der Gemeinde, an der Atlantikküste aufgereiht, 52 Kilometer südwestlich der Départementspräfektur Fatick und 105 Kilometer südöstlich der Hauptstadt Dakar. Das Gemeindegebiet hat eine Fläche von 74,81 km². Benachbarte Kommunen sind im Uhrzeigersinn Nguéniène im Norden, Fimela am jenseitigen Ufer des Marigot de Guilor und des Marigot de Djas im Osten und im Süden jenseits des Saloum-Hauptarmes Dionewar.

## Geschichte
Das Dorf Palmarin Facao war seit 1972 Hauptort einer Landgemeinde (communauté rurale) und erhielt 2014, wie in Senegal alle communautés rurales, den landesweit einheitlichen Status einer Gemeinde (commune).

## Bevölkerung
Die letzten Volkszählungen ergaben jeweils folgende Einwohnerzahlen:
| Jahr | Einwohner |
| ---- | --------- |
| 1988 | 5.061     |
| 2002 | 6.552     |
| 2013 | 9.323     |
| 2023 | 10.927    |

Nach dem Zensus 1988 umfasste die Landgemeinde Palmarin Facao sechs Dörfer, alle an der Küste gelegen. Von Nord nach Süd folgten aufeinander Palmarin Ngallou, Palmarin Sessène, Palmarin Nguethie, Palmarin Facao, Palmarin Diakhanor und auf der Südspitze der Landzunge, die bis 1987 noch viel weiter reichte und mit der Insel Sangomar weiter südlich verbunden war, lag Djiffer. Der Hauptort Palmarin Facao hatte damals 1621 Einwohner und lag damit nach Einwohnerzahl in der Landgemeinde an erster Stelle vor Palmarin Ngallou (1070 Einwohner).

## Verkehr
Palmarin Facao liegt abseits des Netzes der Nationalstraßen. Um überhaupt die Gemeinde mit dem Festland zu verbinden, kurvt eine sieben Kilometer lange Damm-Brücken-Konstruktion durch amphibisches Gebiet. Eine 56 Kilometer lange asphaltierte Piste, die auf halbem Weg zwischen Mbour und Fatick bei Thiadiaye von der N 1 nach Süden abzweigt, führt über Diofior, Fimela und das Dorf Samba Dia nach Palmarin Facao und verbindet diese touristisch bedeutsame Gegend mit dem Rest des Landes. Samba Dia ist ein Verkehrsknotenpunkt, weil in diesem Ort auch eine asphaltierte Piste nach Joal-Fadiouth abzweigt.
Am 31. Dezember 1977 schlug das Stückgutdampfschiff Tirán auf einer Leerfahrt von Banjul nach Las Palmas de Gran Canaria leck und wurde an der Petite-Côte etwa hundert Meter vor dem Strand von Palmarin Facao gestrandet (14° 1′ 50,8″ N, 16° 46′ 23,7″ W). Das Wrack ist als Touristenattraktion und Fotomotiv bekannt.